# Gonzalo Godoy
Gonzalo Damián Godoy Silva (Montevideo, Uruguay, 17 de enero de 1988) es un futbolista uruguayo. Juega como defensa central y su equipo actual es el Rentistas de la Primera División Profesional de Uruguay

## Trayectoria
Godoy realizó su carrera en formativas y debut en primera división en el Club Atlético Cerro.

### Club Nacional de Football
Luego de la partida de Alexander Medina al fútbol argentino, Godoy es transferido al Club Nacional de Football. Fue mucho tiempo pareja de central de Sebastián Coates. Jugó la Copa Libertadores 2010, donde le anotó un gol a Banfield. Compartió equipo con Marcelo Gallardo, Álvaro González, Álvaro Recoba y Matías Vecino.
Luego de no tener continuidad en Nacional, fue enviado a préstamo por 6 meses. A pesar de tener contrato con Nacional en julio de 2012 fue cedido por 2 años con Liverpool.
A mediados del 2014 fue anunciado como último refuerzo de Ñublense. Tuvo la continuidad deseada lo que le sirvió que equipos de Europa y México se fijen en él. Jugó al lado de sus compatriotas Damián Frascarelli y Mathias Riquero. Sin embargo, no pudo mantener la categoría y descendió.
Finalmente fichó por Yeni Malatyaspor de la Segunda División de Turquía. Fue uno de los mejores de su equipo, anotando goles de cabeza.
Luego de quedar libre en Turquía. Universitario de Deportes fue uno de los principales interesados en contratarlo, su gerente deportivo Germán Leguía lo confirmó. Sin embargo, su fichaje no se pudo dar por una reglamentación en Perú donde no podían contratar a jugadores de Segunda División.

### Club Alianza Lima
En el 2017 firma por Alianza Lima donde disputa la copa sudamericana y campeona con el cuadro victoriano siendo fundamental en la defensa del equipo de Pablo Bengoechea así como también en el ataque marcando 3 goles clave para la obtención del título.
En 2018 renueva por toda la temporada con Alianza Lima. Disputa la copa Libertadores y la Primera División de Perú.
El 10 de enero renueva por todo el 2019 para disputar la  Liga 1 y la Copa Libertadores.
A partir del 2020 juega en el club Strongest de la primera división de Bolivia.
A partir del 2021 es contratado por el club Carlos Mannucci de la primera división de Perú

## Estadísticas

### Clubes
Actualizado al último partido disputado el 27 de noviembre de 2023.
| C. A. Cerro · Uruguay |               |               |     |    |    |    |    |     |     |      |      |
| 1.ª | 2008          | 15            | 0   | -- | -- | -- | -- | 15  | 0   | 0    |      |
| 1.ª | 2009          | 13            | 1   | -- | -- | -- | -- | 13  | 1   | 0.06 |      |
| Nacional · Uruguay |               |               |     |    |    |    |    |     |     |      |      |
| 1.ª | 2010          | 9             | 0   | -- | -- | 4  | 1  | 13  | 1   | 0    |      |
| 1.ª | 2011          | 13            | 0   | -- | -- | 5  | 0  | 18  | 0   | 0.06 |      |
| 1.ª | 2012          | 4             | 0   | -- | -- | -- | -- | 4   | 0   | 0.0  |      |
| Total club | Total club    | 26            | 0   | -- | -- | 9  | 1  | 35  | 1   | 0.0  |      |
| C. A. Cerro · Uruguay |               |               |     |    |    |    |    |     |     |      |      |
| 1.ª | 2012          | 3             | 0   | -- | -- | -- | -- | 3   | 0   | 0.09 |      |
| Total club | Total club    | 31            | 1   | -- | -- | -- | -- | 31  | 1   | 0.07 |      |
| Liverpool · Uruguay |               |               |     |    |    |    |    |     |     |      |      |
| 1.ª | 2013          | 14            | 0   | -- | -- | -- | -- | 14  | 0   | 0.0  |      |
| 1.ª | 2014          | 13            | 1   | -- | -- | -- | -- | 13  | 1   | 0.0  |      |
| Total club | Total club    | 27            | 1   | -- | -- | -- | -- | 27  | 1   | 0.0  |      |
| Ñublense · Chile |               |               |     |    |    |    |    |     |     |      |      |
| 1.ª | 2014-15       | 30            | 0   | 4  | 1  | -- | -- | 34  | 1   | 0.03 |      |
| Total club | Total club    | 30            | 0   | 4  | 1  | -- | -- | 34  | 1   | 0.03 |      |
| Yeni Malatyaspor Turquía |               |               |     |    |    |    |    |     |     |      |      |
| 1.ª | 2015-16       | 24            | 2   | 1  | 0  | -- | -- | 25  | 2   | 0.08 |      |
| Total club | Total club    | 24            | 2   | 1  | 0  | -- | -- | 25  | 2   | 0.08 |      |
| Sud América · Uruguay |               |               |     |    |    |    |    |     |     |      |      |
| 1.ª | 2016          | 10            | 0   | -- | -- | -- | -- | 10  | 0   | 0.09 |      |
| Alianza Lima · Perú |               |               |     |    |    |    |    |     |     |      |      |
| 1.ª | 2017          | 35            | 3   | -- | -- | 2  | 0  | 37  | 3   | 0.08 |      |
| 1.ª | 2018          | 41            | 3   | -- | -- | 4  | 0  | 45  | 3   | 0.0  |      |
| 1.ª | 2019          | 24            | 0   | 1  | 0  | 6  | 0  | 31  | 0   | 0.0  |      |
| Total club | Total club    | 100           | 6   | 1  | 0  | 12 | 0  | 113 | 6   | 0.08 |      |
| The Strongest · Bolivia |               |               |     |    |    |    |    |     |     |      |      |
| 1.ª | 2020          | 10            | 2   | -- | -- | 2  | 0  | 12  | 2   | 0.19 |      |
| Total club | Total club    | 10            | 2   | -- | -- | 2  | 0  | 12  | 2   | 0.19 |      |
| Carlos A. Mannucci · Perú |               |               |     |    |    |    |    |     |     |      |      |
| 1.ª | 2021          | 25            | 2   | 5  | 0  | 1  | 0  | 31  | 2   | 0.06 |      |
| Total club | Total club    | 25            | 2   | 5  | 0  | 1  | 0  | 31  | 2   | 0.06 |      |
| Rentistas · Uruguay |               |               |     |    |    |    |    |     |     |      |      |
| 1.ª | 2022          | 29            | 2   | 1  | 0  | -- | -- | 30  | 2   | 0.07 |      |
| Total club | Total club    | 29            | 2   | 1  | 0  | -- | -- | 30  | 2   | 0.07 |      |
| Sud América · Uruguay |               |               |     |    |    |    |    |     |     |      |      |
| 2.ª | 2023          | 29            | 0   | 2  | 0  | -- | -- | 31  | 0   | 0    |      |
| Total club | Total club    | 39            | 0   | 2  | 0  | -- | -- | 41  | 0   | 0    |      |
| Total carrera | Total carrera | Total carrera | 341 | 16 | 14 | 1  | 24 | 1   | 379 | 18   | 0.05 |
| (1) Incluye datos de Copa AUF Uruguay y Copa Bicentenario. (2) Incluye datos de Copa Libertadores y Copa Sudamericana. (3) No incluye goles en partidos amistosos. |               |               |     |    |    |    |    |     |     |      |      |

## Palmarés

### Torneos nacionales
| Título                      | Club         | País    | Año     |
| --------------------------- | ------------ | ------- | ------- |
| Primera División de Uruguay | Nacional     | Uruguay | 2010-11 |
| Primera División de Uruguay | Nacional     | Uruguay | 2011-12 |
| Primera División del Perú   | Alianza Lima | Perú    | 2017    |

### Torneos cortos
| Título                    | Club         | País    | Año     |
| ------------------------- | ------------ | ------- | ------- |
| Liguilla Pre-Libertadores | Cerro        | Uruguay | 2009    |
| Torneo Apertura           | Nacional     | Uruguay | 2010-11 |
| Torneo Apertura           | Alianza Lima | Perú    | 2017    |
| Torneo Clausura           | Alianza Lima | Perú    | 2017    |
| Torneo Clausura           | Alianza Lima | Perú    | 2019    |

### Distinciones individuales
| Distinción                                                                                         | Año  |
| -------------------------------------------------------------------------------------------------- | ---- |
| Incluido en el equipo ideal del Torneo Apertura de Perú según el portal periodístico DeChalaca.com | 2018 |